# Lavernoy
Lavernoy és un municipi francès situat al departament de l'Alt Marne i a la regió del Gran Est. L'any 2007 tenia 78 habitants.

## Demografia

### Població
El 2007 la població de fet de Lavernoy era de 78 persones. Hi havia 36 famílies de les quals 12 eren unipersonals (8 homes vivint sols i 4 dones vivint soles), 8 parelles sense fills, 8 parelles amb fills i 8 famílies monoparentals amb fills.
La població ha evolucionat segons el següent gràfic:
Habitants censats

### Habitatges
El 2007 hi havia 48 habitatges, 35 eren l'habitatge principal de la família, 9 eren segones residències i 4 estaven desocupats. 47 eren cases i 1 era un apartament. Dels 35 habitatges principals, 28 estaven ocupats pels seus propietaris, 4 estaven llogats i ocupats pels llogaters i 3 estaven cedits a títol gratuït; 1 tenia dues cambres, 6 en tenien tres, 6 en tenien quatre i 23 en tenien cinc o més. 24 habitatges disposaven pel capbaix d'una plaça de pàrquing. A 16 habitatges hi havia un automòbil i a 16 n'hi havia dos o més.

### Piràmide de població
La piràmide de població per edats i sexe el 2009 era:
| Homes | Edats   | Dones |
| ----- | ------- | ----- |
| 0     | 95 o +  | 0     |
| 0     | 90 a 94 | 0     |
| 0     | 85 a 89 | 0     |
| 4     | 80 a 84 | 0     |
| 4     | 75 a 79 | 0     |
| 0     | 70 a 74 | 4     |
| 0     | 65 a 69 | 8     |
| 4     | 60 a 64 | 8     |
| 4     | 55 a 59 | 0     |
| 4     | 50 a 54 | 0     |
| 0     | 45 a 49 | 4     |
| 4     | 40 a 44 | 0     |
| 0     | 35 a 39 | 4     |
| 0     | 30 a 34 | 4     |
| 4     | 25 a 29 | 4     |
| 4     | 20 a 24 | 0     |
| 8     | 15 a 19 | 0     |
| 4     | 10 a 14 | 4     |
| 4     | 5 a 9   | 0     |
| 0     | 0 a 4   | 0     |

## Economia
El 2007 la població en edat de treballar era de 48 persones, 35 eren actives i 13 eren inactives. Les 35 persones actives estaven ocupades(19 homes i 16 dones).. De les 13 persones inactives 4 estaven jubilades, 4 estaven estudiant i 5 estaven classificades com a «altres inactius».
Activitats econòmiques
Dels 3 establiments que hi havia el 2007, 2 eren d'empreses de fabricació d'altres productes industrials i 1 d'una empresa de construcció.
L'únic servei als particulars que hi havia el 2009 era un paleta.
L'any 2000 a Lavernoy hi havia 5 explotacions agrícoles.

## Poblacions més properes
El següent diagrama mostra les poblacions més properes.